# Richard W. Burgess
Richard W. Burgess ist ein kanadischer Althistoriker.

## Leben
Er erwarb den B. A. (Juni 1983) an der University of Trinity College, den M.A. (August 1984) – Griechische und Römische Geschichte – an der University of Toronto und den DPhil (1989) – Literae humaniores / Alte Geschichte – an der Universität Oxford. Er ist ordentlicher Professor am Institut für Klassische Philologie und Religionswissenschaft der Universität Ottawa.

## Schriften (Auswahl)
- The Chronicle of Hydatius and the Consularia Constantinopolitana. Two contemporary accounts of the final years of the Roman Empire. Oxford 1993, ISBN 0-19-814787-2.
- Studies in Eusebian and post-Eusebian chronography. Stuttgart 1999, ISBN 3-515-07530-5.
- Chronicles, consuls, and coins. Historiography and history in the later Roman Empire. Farnham 2011, ISBN 1-4094-2820-6.
- mit Michael Kulikowski: A historical introduction to the chronicle genre from its origins to the High Middle Ages. Turnhout 2013, ISBN 978-2-503-53140-3.